# Eshan (sockenhuvudort i Kina, Zhejiang Sheng, lat 29,80, long 119,57)
Eshan (kinesiska: 莪山, 莪山畲族乡) är en sockenhuvudort i Kina. Den ligger i provinsen Zhejiang, i den östra delen av landet, omkring 76 kilometer sydväst om provinshuvudstaden Hangzhou. Antalet invånare är 7 394. Befolkningen består av 3 698 kvinnor och 3 696 män. Barn under 15 år utgör 14,0 %, vuxna 15-64 år 71 %, och äldre över 65 år 13,0 %.
Runt Eshan är det ganska tätbefolkat, med 199 invånare per kvadratkilometer. Närmaste större samhälle är Yaolin, 11,3 km norr om Eshan. I omgivningarna runt Eshan växer i huvudsak blandskog.
Genomsnittlig årsnederbörd är 2 207 millimeter. Den regnigaste månaden är juni, med i genomsnitt 474 mm nederbörd, och den torraste är januari, med 82 mm nederbörd.